# Polystichum lemmonii
Polystichum lemmonii är en träjonväxtart som beskrevs av Lucien Marcus Underwood. Polystichum lemmonii ingår i släktet Polystichum och familjen Dryopteridaceae. Inga underarter finns listade.

## Bildgalleri

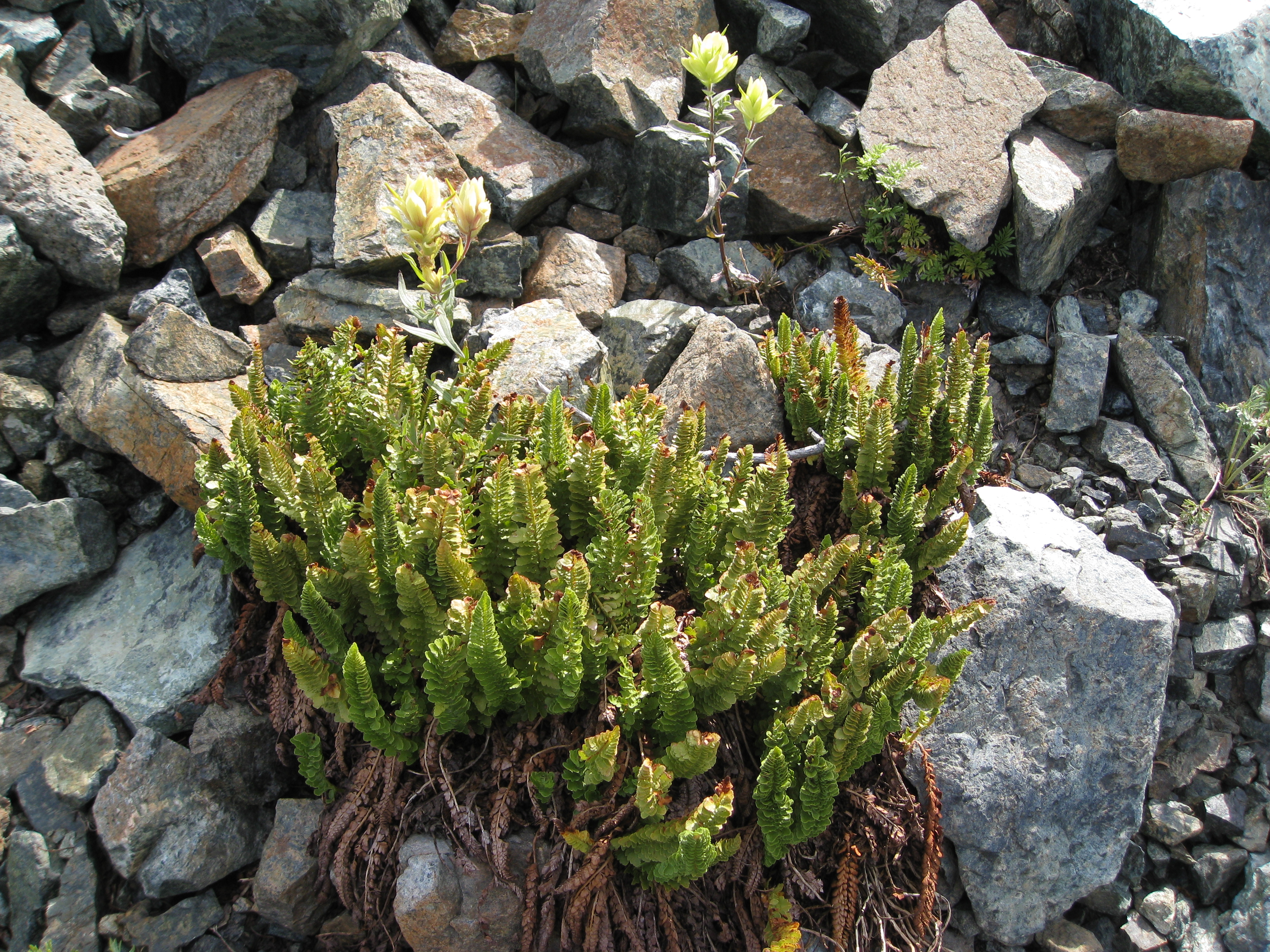